# 清华大学附属中学红卫兵
清华大学附属中学是红卫兵运动萌发和诞生的摇篮。二十世纪60年代以来，清华附中讲究“血统论”的干部子弟与平民子弟之间愈演愈烈的冲突，最终导致了“红卫兵”的诞生，并在毛泽东的首肯之下迅速蔓延全国。清华附中红卫兵是“老红卫兵”的典型代表。

## 背景
从60年代初以来，清华附中的大批干部子女以带着“血统论”气息的“培养革命事业接班人”的姿态，与学校共同提倡“阶级斗争论”，强调家庭出身的优越感。
例如，1964年清华附中一次小规模的学生打架事件，仅仅是一位干部子弟与一位平民子弟之间的私事，但当时清华大学和清华附中的领导都迫于压力将其作为具有政治色彩的阶级斗争事件，校方抬高干部子弟地位，压抑平民子弟，经常对干部子弟提供专门的政治思想工作和只有干部才能阅读的文件等。

## 历史
清华附中红卫兵的成员多为干部子弟，但与北京四中、师大女附中等有许多党和国家领导人子女就读的情况不同。其主要成员由有：王铭（王仲方之子）；张晓宾（铁道部某司局长之子）、卜大华（七机部某分部政治部主任卜文达之子）、骆小海、邝桃生、熊刚（熊向晖之子）、张承志（张杰之子）、陶正、高洪旭、袁东平（袁升平之子）、宋柏林（宋维轼之子）等。

### 反对校领导
1966年5月初，清华附中“预科65级一班”（预65(1)班）的部分学生与校方产生分歧，严重对立。在《五·一六通知》的鼓舞下，他们贴出了大字报《最积极、最自觉地参加这场尖锐的阶级斗争》，受到校方的阻止。5月29日（星期天）晚，七八位高年级学生（一说“几十名”）在不远的圆明园遗址中“一个被葱郁的马尾松覆盖的小山岗上”聚集讨论，一致决定使用张承志曾用过的的笔名“红卫兵”来署名大字报，意为“毛泽东的红色卫兵”。6月2日，贴出100多人签字的“红卫兵”大字报《誓死捍卫毛泽东思想、誓死捍卫无产阶级专政》以响应北京大学聂元梓等人的大字报，引来北京众多中学的观看和“红卫兵”署名支持。
清华附中红卫兵挑战学校领导的行动曾得到中共一些高层干部暗中支持，例如孔原、薄一波等人。但校园内也存在反对的声音，6月8日，人大附中、北京四中的一些上百名学生（多为干部子弟）骑自行车来到清华附中支持红卫兵。8日晚上，共青团中央派来的以章建华、刘晋为首的工作组进驻清华附中，次日即宣布支持附中红卫兵，校领导万邦儒等人靠边站交代问题。

### 反对工作组
6月21日，全校召开师生代表大会选举革命委员会，工作组要求代表人员应具有更大代表性（吸纳更多平民子弟）的要求遭到了红卫兵的抵制。最终选举的21个革委会委员几乎均为红卫兵组织核心成员：王铭当选主任、张晓宾、卜大华为副主任。此后，工作组逐渐不能容忍在正统的党组织外出现另一个权力核心，开始筹划分化红卫兵，并组建新的分团委取代革委会。持相同态度的团中央于6月23日在《中国青年报》发表社论《左派学生的光荣责任》，强调左派要服从工作组，团结大多数，红卫兵随即开始反击。
在6月24日、7月4日、7月27日，清华附中先后贴出《论无产阶级的革命造反精神万岁》《再论无产阶级的革命造反精神万岁》《三论无产阶级的革命造反精神万岁》三篇大字报。断言：“革命就是造反，毛泽东思想的灵魂就是造反。”“不造反就是百分之一百的修正主义”，宣称：“我们就是要抡大棒、显神通、施法力，把旧世界打个天翻地覆，打个人仰马翻，打个落花流水，打得乱乱的，越乱越好！对今天这个修正主义的清华附中，就要这样大反特反，反到底!搞一场无产阶级的大闹天宫，杀出一个无产阶级的新世界！”，宜誓：“无限忠于毛主席，一定最坚决，一定最勇敢，最忠实地执行无产阶级文化大革命的最高指示——毛主席的关于造反的最高指示”。其中7月4日大字报，引用了毛泽东于1939年12月21日《在延安各界庆祝斯大林六十寿辰大会上的讲话》中的一段话：“马克思主义的道理千条万绪，归根到底，就是一句话：造反有理。”三篇大字报8月被《人民日报》和《红旗》杂志第11期全文刊出，迅速成为全国文革群众运动的冲锋号。

### 毛泽东的支持
前两篇大字报于7月28日前后经江青转交毛泽东，毛泽东于8月1日中共八届十一中全会开幕首日亲笔回复，即《毛主席给清华附中红卫兵的一封信》，对清华附中红卫兵运动表示坚决的支持。红卫兵运动于8月份从校园杀向了全社会。
十一中全会8月8日通过了《中国共产党中央委员会关于无产阶级文化大革命的决定》（简称《十六条》），其中明确指出：“一大批本来不出名的革命青少年成了勇敢的闯将。”8月10日下午，毛泽东亲自来到中共中央接待站，对前来庆祝“十六条”的红卫兵代表说：“你们要关心国家大事，把无产阶级文化大革命进行到底！”
1966年8月18日，毛泽东在天安门第一次接见红卫兵，清华附中的骆小海、宋伯林、韩平最早于天安门城楼上休息室中碰见毛泽东，毛泽东表示“我坚决支持你们！”。師大女附中红卫兵（宋彬彬）上前给毛泽东带上红卫兵袖章并照相，在场红卫兵们高呼“毛主席万岁！”，高唱《东方红》、《大海航行靠舵手》。

### 结局
9月起，当“文革”的风暴开始冲击到这些中学生红卫兵（他们号称是“红五类”子女，但骨干更是领导干部子女）的父辈们，他们开始有所保留。在中央文革小组的引导下，大学生和社会群众成为红卫兵的中坚力量，即“新红卫兵”。清华大学的红卫兵运动转由大学生红卫兵开展，主要为清华大学井冈山兵团领导指挥。